# Lossatal
Lossatal település Németországban, azon belül Szászország tartományban. Lakosainak száma 6132 fő (2023. december 31.). Lossatal Mockrehna, Belgern-Schildau, Dahlen, Wermsdorf, Wurzen és Thallwitz községekkel határos.

## Népesség
A település népességének változása:
| Lakosok száma | 5968 | 5984 | 6050 | 6178 | 6132 |
|               | 2017 | 2019 | 2021 | 2022 | 2023 |